# Miss San Martín y San Bartolomé
Miss San Martín y San Bartolomé es un concurso de belleza francés que selecciona una representante entre las colectividades de ultramar de San Martín y San Bartolomé para el concurso nacional Miss Francia. El concurso se presentó por primera vez únicamente como Miss San Martín en 2012, mientras que se convirtió en Miss San Martín y Bartolomé en 2016. El concurso regional suele celebrarse cada dos años.
La actual Miss San Martín y San Bartolomé es Sasha Bique, quien fue coronada Miss San Martín y San Bartolomé 2024 el 27 de julio de 2024. Ninguna titular de Miss San Martín y San Bartolomé ha ganado Miss Francia.

## Resumen de resultados
- Top 12/Top 15: Layla Berry (2019)

## Ganadoras
| Año  | Nombre            | Edad | Altura         | Ciudad natal  | Posición en Miss Francia | Notas |
| ---- | ----------------- | ---- | -------------- | ------------- | ------------------------ | --- |
| 2024 | Sasha Bique       | 19   | 1,70 m (5′ 7″) | Marigot       |                          | |
| 2022 | Inès Tessier      | 20   | 1,71 m (5′ 7″) | Gustavia      |                          | |
| 2020 | Naïma Dessout     | 18   | 1,75 m (5′ 9″) | Concordia     | No compitió              | A Dessout se le prohibió competir en Miss Francia en medio de un escándalo de fotografías desnuda, pero se le permitió continuar su reinado como Miss San Martín y San Bartolomé. |
| 2019 | Layla Berry       | 20   | 1,74 m (5′ 9″) | Grande Saline | Top 15                   | |
| 2018 | Allisson Georges  | 18   | 1,70 m (5′ 7″) | Marigot       |                          | |
| 2016 | Anaëlle Hyppolite | 18   | 1,75 m (5′ 9″) | Marigot       |                          | |

### Miss San Martín
Desde 2012 hasta 2016, el concurso se tituló Miss San Martín y las ganadoras representaban sólo a San Martín.
| Año  | Nombre                  | Edad | Altura         | Ciudad natal | Posición en Miss Francia | Notas |
| ---- | ----------------------- | ---- | -------------- | ------------ | ------------------------ | ----- |
| 2014 | Nadika Matthew-Gauthier | 19   | 1,72 m (5′ 8″) | Grand Case   |                          |       |
| 2012 | Suzon Bonnet            | 22   | 1,74 m (5′ 9″) | Marigot      |                          |       |